# Rhinocypha quadrimaculata
Rhinocypha quadrimaculata е вид водно конче от семейство Chlorocyphidae. Видът не е застрашен от изчезване.

## Разпространение
Разпространен е в Бангладеш, Индия (Аруначал Прадеш, Асам, Дарджилинг, Джаму и Кашмир, Западна Бенгалия, Манипур, Мегхалая, Нагаланд, Ориса, Сиким, Утаракханд и Химачал Прадеш), Мианмар, Непал и Тайланд.